# Arquipélagos das Filipinas

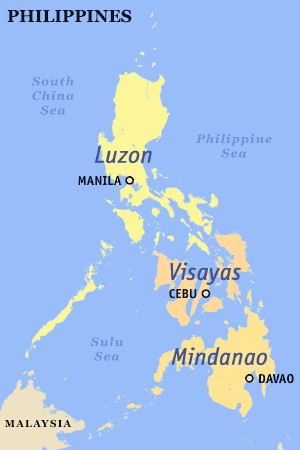
As Filipinas estão divididas em três grupos principais: Luzon, as Visayas e Mindanao

As divisões das Filipinas são os três arquipélagos de Luzon, Visayas e Mindanao. Luzon e Mindanao recebem o nome das respetivas maiores ilhas.

## Divisões administrativas
As ilhas estão organizadas em três grupos distintos de ilhas, de acordo com as regiões: Regiões I a V, CAR e NCR em Luzon, Regiões VI a VIII e XVIII nas Visayas, e Regiões IX a XIII e ARMM em Mindanao. Se uma província é reagrupada numa nova região, poderá ser atribuída um novo grupo de ilhas, como é o caso de Palawan, quando foi atribuído à região MIMAROPA. Os arquipélagos não têm governo próprio, mas dividem-se em províncias, cidades, municípios e barangays, todos com governos locais.
Embora os grupos de ilhas não tenham governos locais, e por isso também não haja capitais, certas cidades tornaram-se centros políticos, económicos e culturais dos respetivos grupos de ilhas. Manila é a capital nacional filipina, e é de facto capital de Luzon, embora Quezon City, antiga capital, tenha mais habitantes que Manila. Cebu, na província e ilha do mesmo nome, é a principal cidade das Visayas. A principal cidade de Mindanao é Davao, no sudeste da ilha.
| Grupo    | Maior cidade | População  | População  | Área    | Densidade |
|          |              | 2010       | 2007       | km2     | /km2      |
| -------- | ------------ | ---------- | ---------- | ------- | --------- |
| Luzon    | Manila       | 48520774   | 42822878   | 125863  | 390       |
| Visayas  | Cebu         | 18003940   | 15528346   | 71503   | 250       |
| Mindanao | Davao        | 21968174   | 18133864   | 104530  | 210       |
| Total    | Total        | 88 492 888 | 76 485 088 | 301 896 | 290       |

## Ilhas
Predefinição:Mainlist